# Sleep (Unix)

Comanda UNIX sleep suspendă execuția unui program pentru o perioadă de timp specificată. Implicit, perioada de timp este specificată în secunde.

## Sintaxă
```
sleep numer[sufix]...
sleep optiune
```

unde număr este un număr real iar sufixul este unul din următoarele:
- s - secunde
- m - minute
- h - ore
- d - zile

## Exemple
```
sleep 5 
```

Execuția curentă în terminal este suspendată pentru 5 secunde.
```
sleep 5h
```

Execuția curentă în terminal este suspendată pentru 5 ore.
```
sleep 5.5h
```

sau
```
sleep 5h 30m
```

Execuția curentă în terminal este suspendată pentru 5 ore și 30 de minute.